# Кам'янка (Рівненський район)
Ка́м'янка — село в Україні, у Березнівській міській громаді Рівненського району Рівненської області.

## Географія
Село розташована за 10 км від центру громади міста Березне, та за 8 км від залізничної станції Моквин. Через село пролягає автошлях Т 1811.

## Клімат
Клімат у селі помірний. Середньорічна температура становить 8.6 °C. Річна середня кількість опадів становить 741 мм.
| Кліматограма села Кам'янка                                                                                              | Кліматограма села Кам'янка | Кліматограма села Кам'янка | Кліматограма села Кам'янка | Кліматограма села Кам'янка | Кліматограма села Кам'янка | Кліматограма села Кам'янка | Кліматограма села Кам'янка | Кліматограма села Кам'янка | Кліматограма села Кам'янка | Кліматограма села Кам'янка | Кліматограма села Кам'янка |
| --- | -------------------------- | -------------------------- | -------------------------- | -------------------------- | -------------------------- | -------------------------- | -------------------------- | -------------------------- | -------------------------- | -------------------------- | -------------------------- |
| С | Л                          | Б                          | К                          | Т                          | Ч                          | Л                          | С                          | В                          | Ж                          | Л                          | Г                          |
| 45 −1 −6 | 43 0 −5                    | 50 6 −2                    | 54 14 4                    | 72 20 9                    | 83 23 13                   | 108 25 16                  | 71 24 15                   | 66 19 10                   | 50 12 5                    | 50 6 1                     | 49 1 −3                    |
| Середня макс. і мін. температури повітря (°C) Атмосферні опади (мм), за рік : 741 мм. Джерело: Climate-data.org (англ.) |                            |                            |                            |                            |                            |                            |                            |                            |                            |                            |                            |

## Символіка
Затверджена 28 квітня 2004р. рiшенням №98 сесії сільської ради.

### Герб
Щит скошений зліва зеленим та золотим. У першій частині срібний плуг. У другій частині зелена гілка рокити.

### Прапор
Квадратне полотнище складається з трьох вертикальних смуг зеленого, жовтого та зеленого кольорів із співвідношенням 1:3:1. У центрі жовтої смуги зелена гілка рокити.

## Історія
Вперше село згадується у «Тарифі подимного податку 1629 року», тоді у селі було 35 димів.
1 листопада 1921 року Волинська група (командувач — Юрій Тютюнник) Армії УНР, яка невдовзі мала вирушити у Листопадовий рейд, отримала у Кам'янці зброю. Звідси 2 листопада група вирушила до польсько-московського кордону.
У 1988 році побудовано школу.
12 червня 2020 року, відповідно до розпорядження Кабінету Міністрів України № 722-р від «Про визначення адміністративних центрів та затвердження територій територіальних громад Рівненської області», увійшло до складу Березнівської міської громади.
19 липня 2020 року, в результаті адміністративно-територіальної реформи та ліквідації Березнівського району, село увійшло до складу Рівненського району.

## Населення
За переписом населення 2001 року в селі мешкало 1 169 осіб. Станом на 2019 рік чисельність населення села складає 1205 осіб.
| 1939   | 1972   | 2001   | 2019   |
| ------ | ------ | ------ | ------ |
| → 1013 | ↗ 1097 | ↗ 1169 | ↗ 1205 |

### Мова
Розподіл населення за рідною мовою за даними перепису 2001 року:
| Мова       | Відсоток |
| ---------- | -------- |
| Українська | 99,67 %  |
| російська  | 0,33 %   |

## Інфраструктура
- Кам'янський ліцей;
- Фельдшерсько-акушерський пункт;
- Публічно-шкільна бібліотека-філія;
- Відділення поштового зв'язку;
- Церква святого Михайла (ПЦУ).

## Відомі персоналії

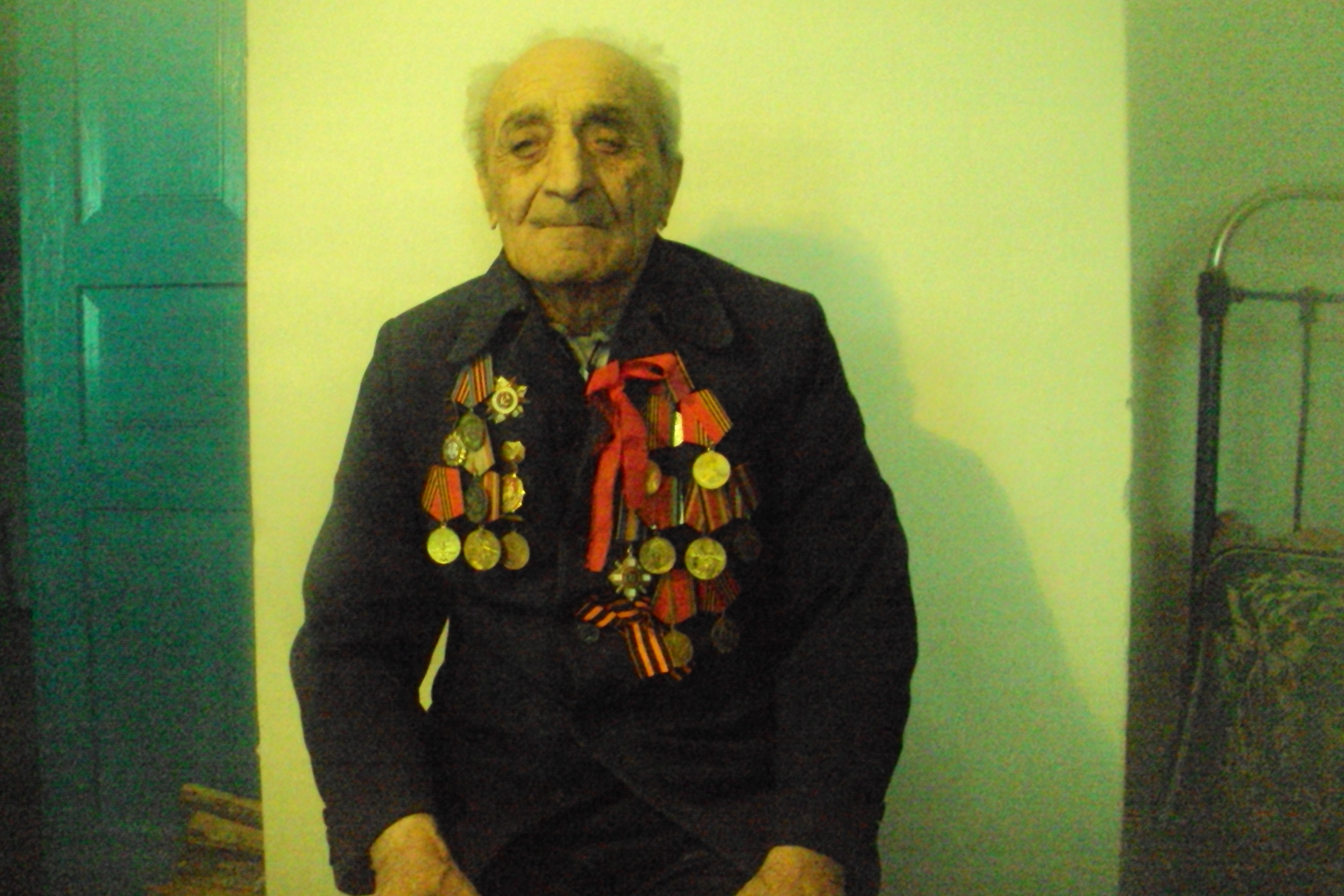
Григорій Омонадзе

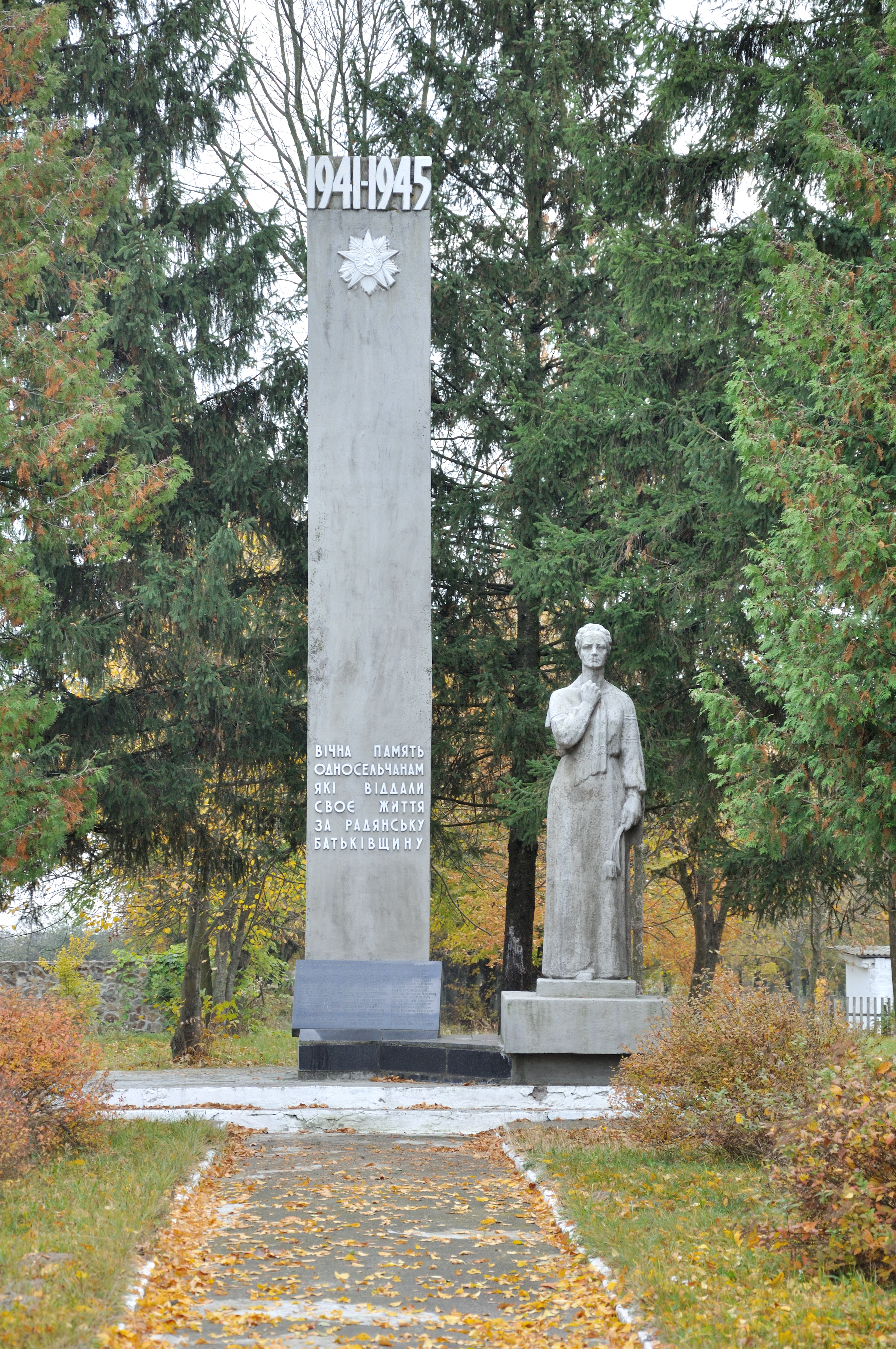
Пам'ятник воїнам-односельцям, с. Кам'янка

Омонадзе Григорій Север'янович народився 6 березня 1920 року в Сухумській окрузі Грузинської Демократичної Республіки. Служив на Далекому Сході, у Приморському краї. 1941 року був призваний до регулярної армії, Третій Український фронт, рядовим у роті мінометників. Брав участь у боях за Польщу, Угорщину, Австрію.
Нагороджений: Медаль «За перемогу над Німеччиною у ВВВ 1941—1945 рр.», Медаль «Захиснику Вітчизни», Медаль «20 років перемоги у ВВВ 1941—1945 рр.», "Медаль «30 років перемоги у ВВВ 1941—1945 рр.», "Медаль «40 років перемоги у ВВВ 1941—1945 рр.», «60 років перемоги у Великій Вітчизняній війні 1941—1945 рр.», «65 років перемоги у ВВВ 1941—1945 рр.», Медаль «30 років Радянській армії та флоту», Медаль «60 років визволення України від фашистських загарбників», Медаль «60 років Збройних Сил СРСР», «70 років Збройних Сил СРСР», Орден Вітчизняної війни, Орден «За мужність», Пам'ятний знак «50 років визволення України»

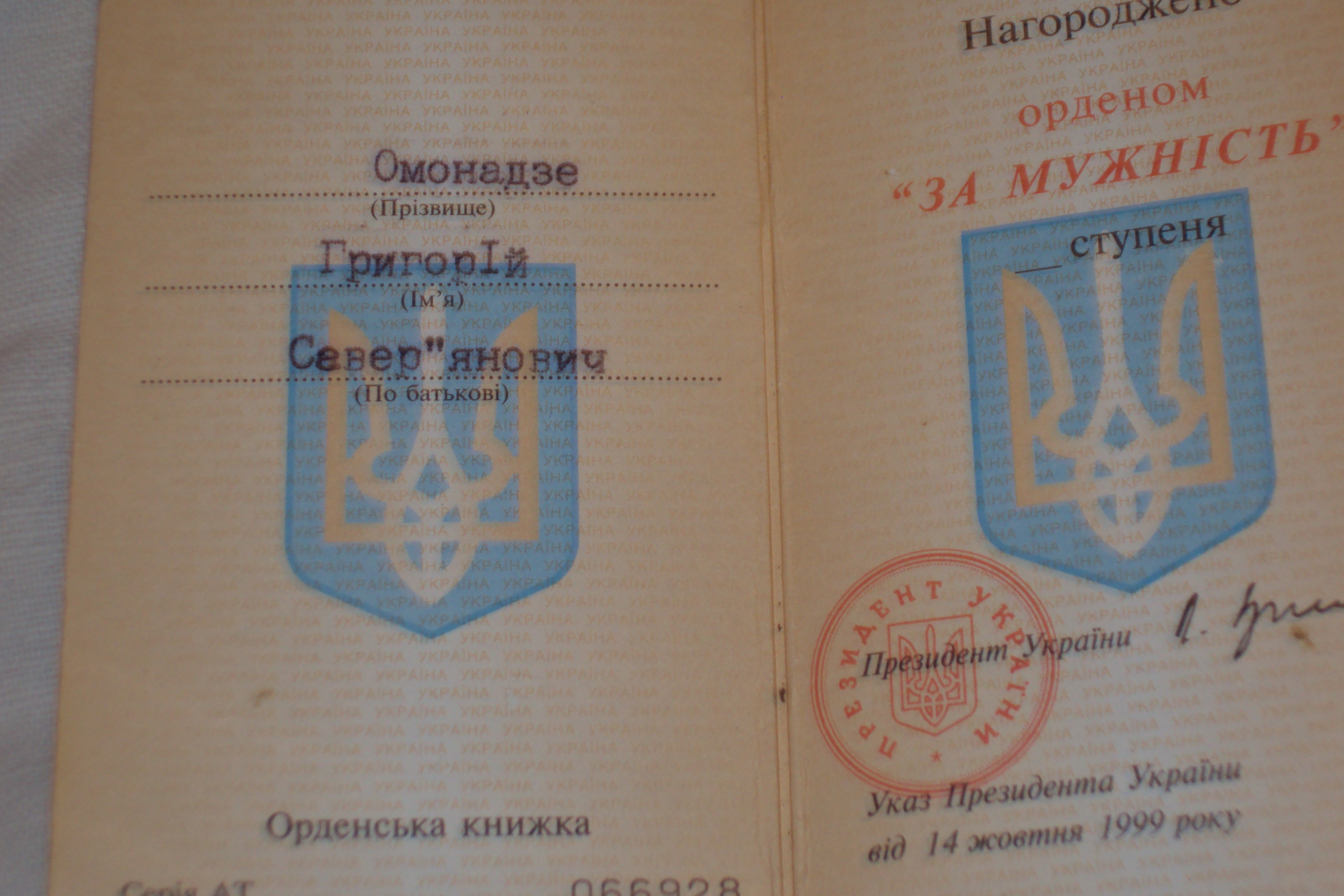
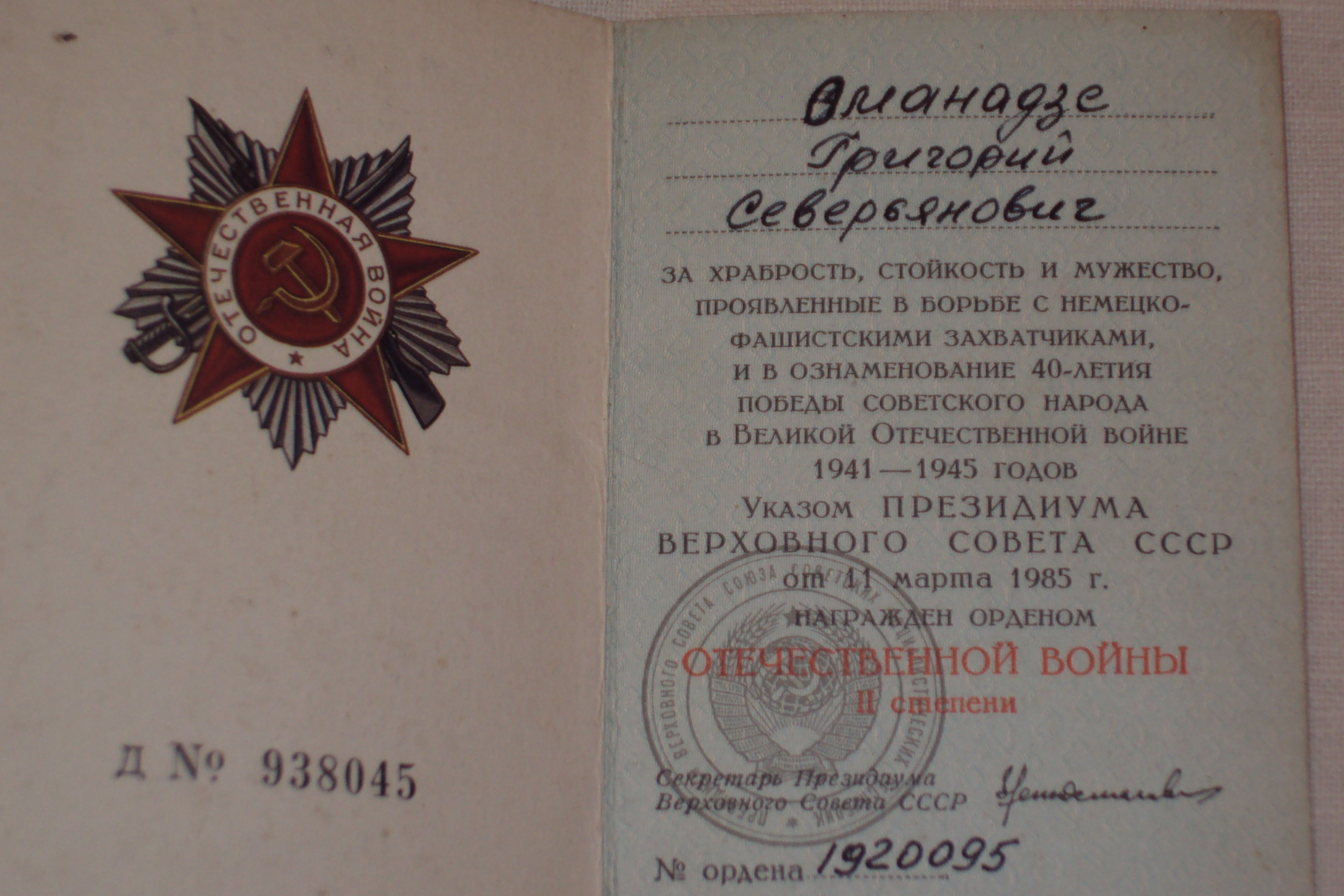
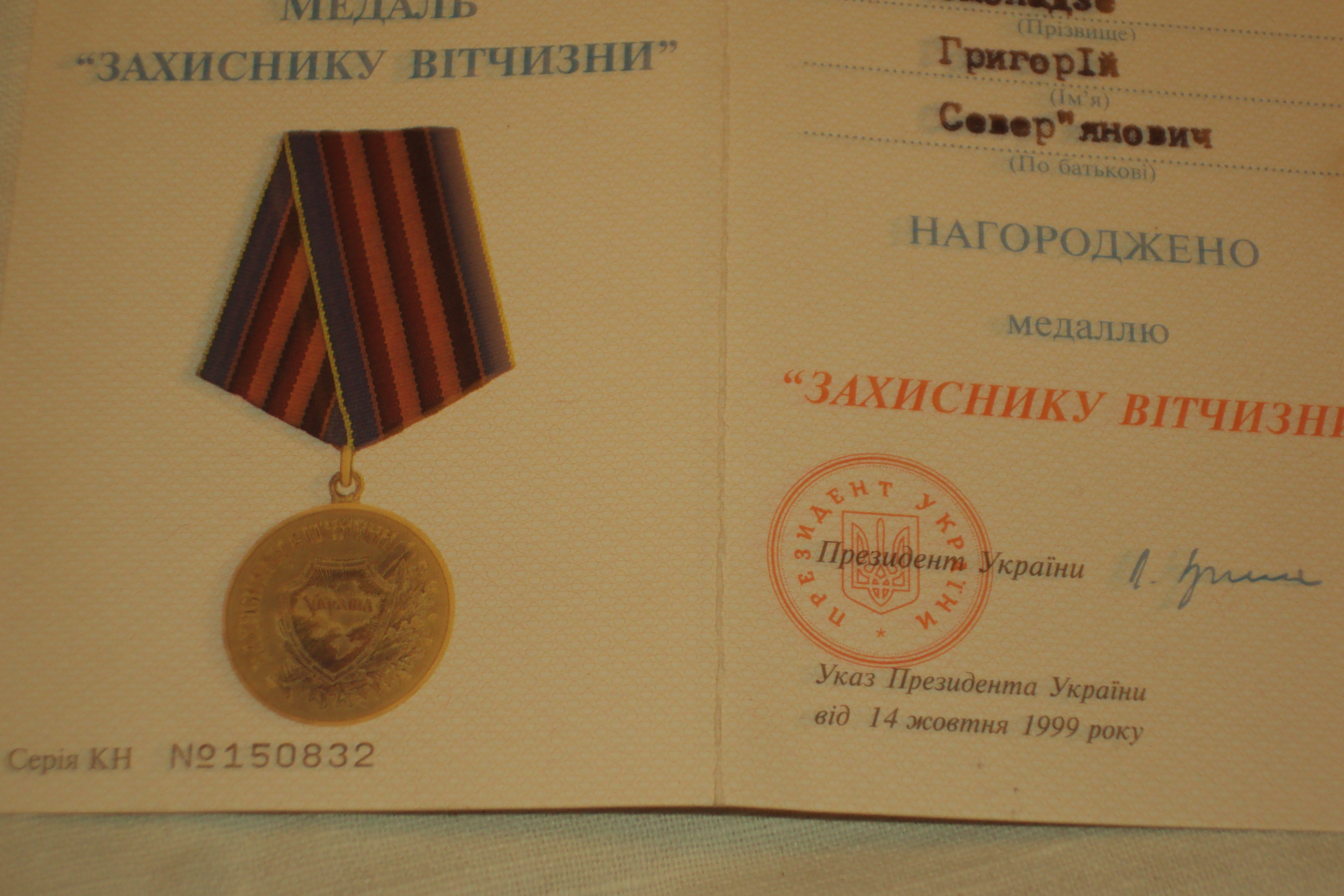
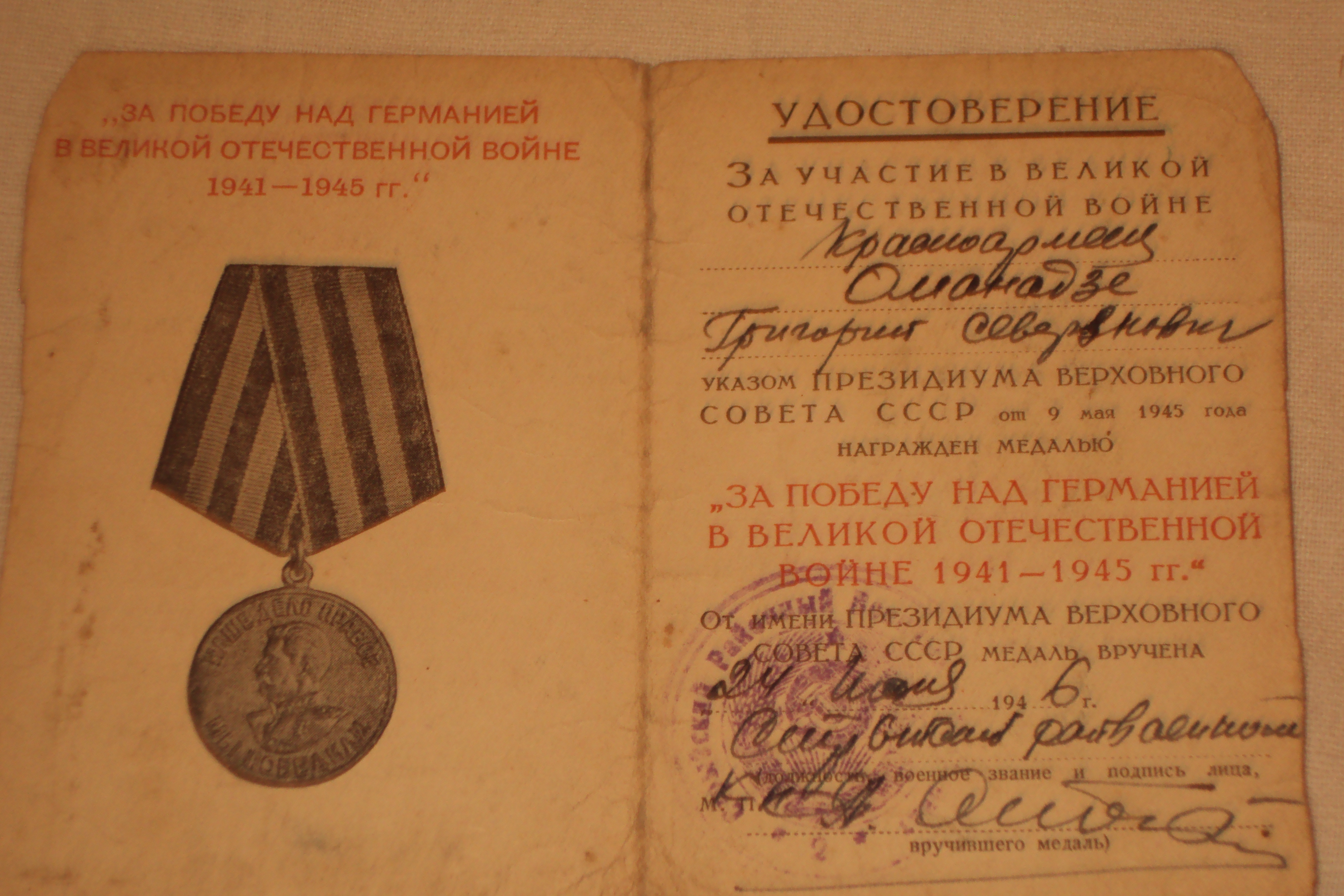
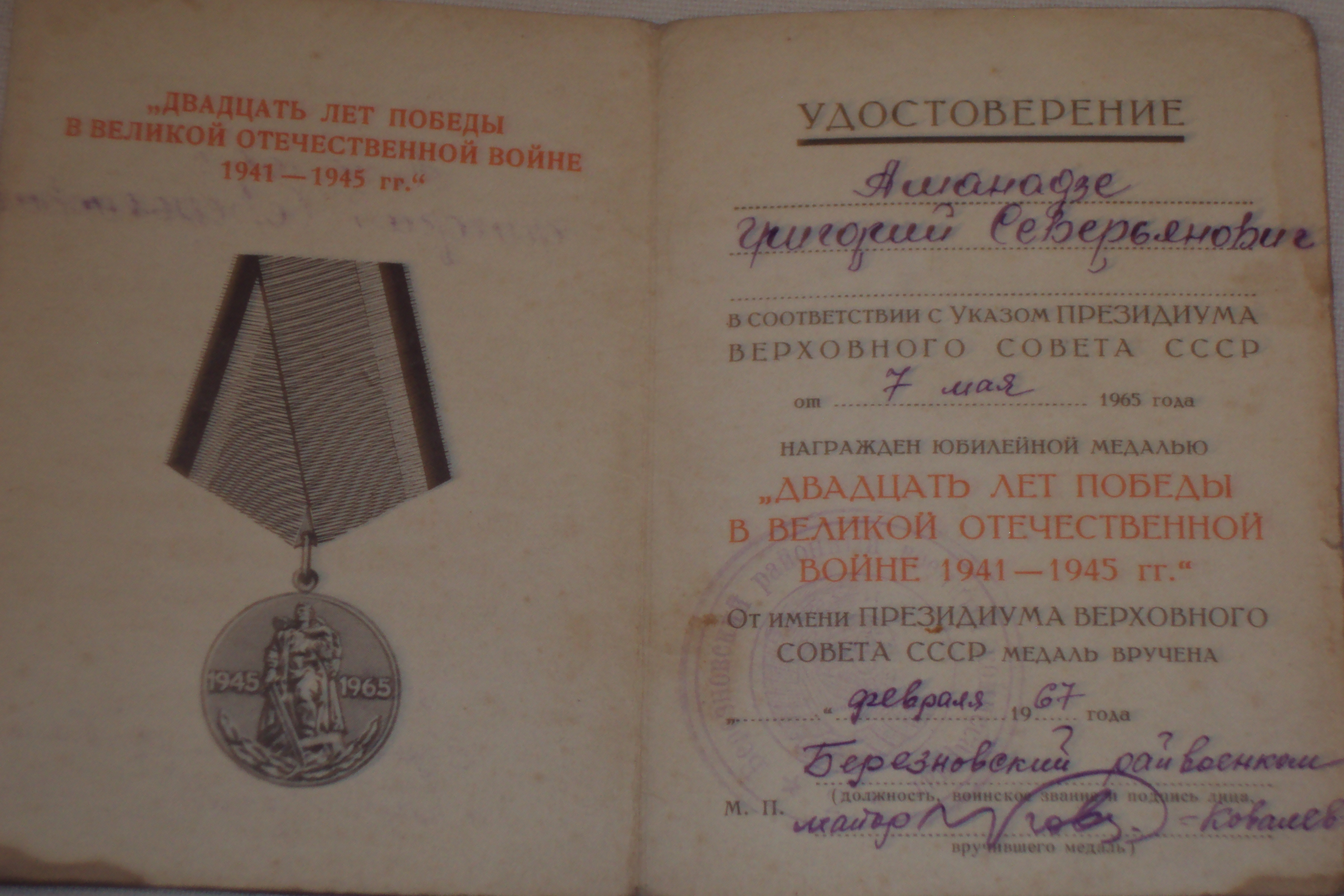
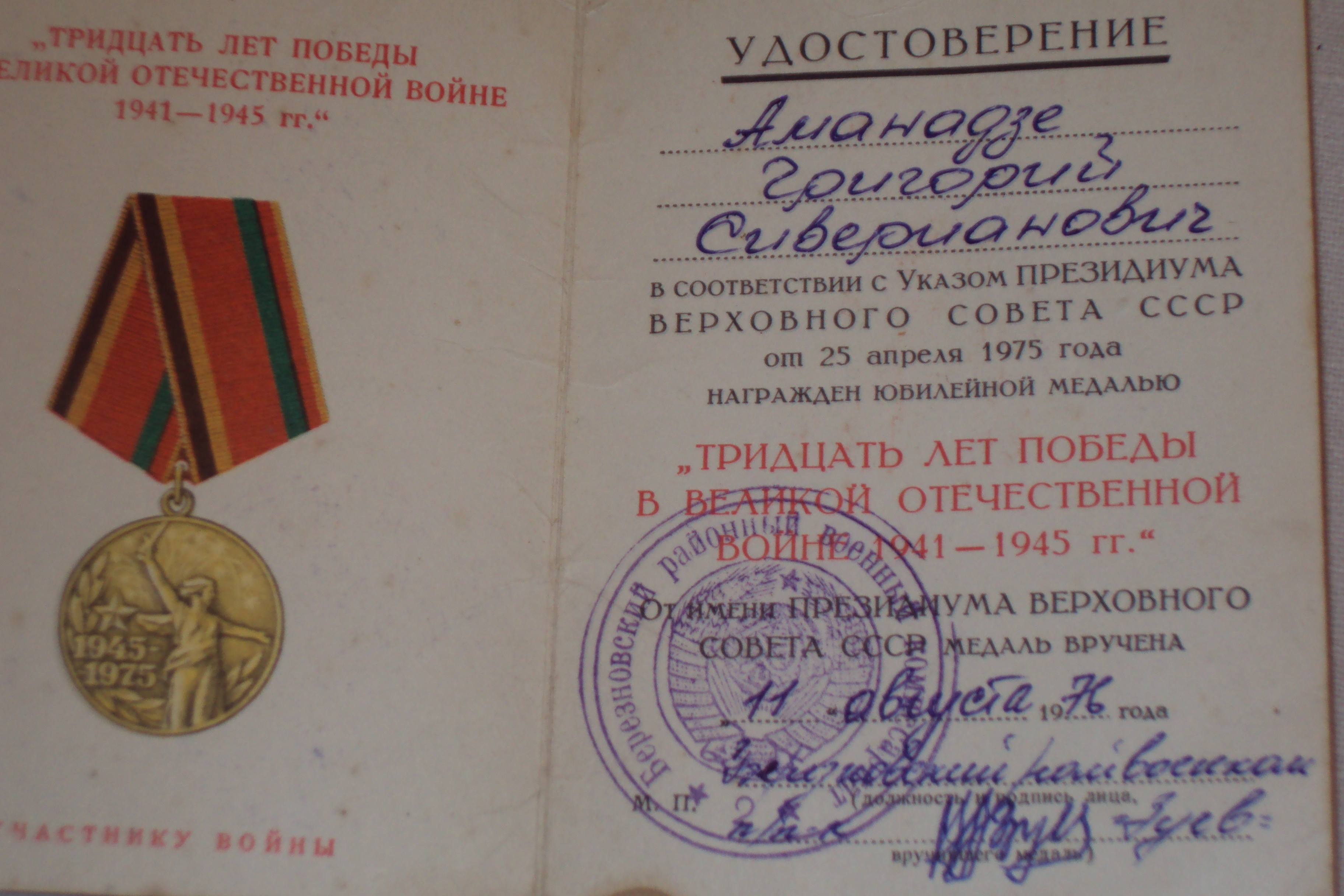
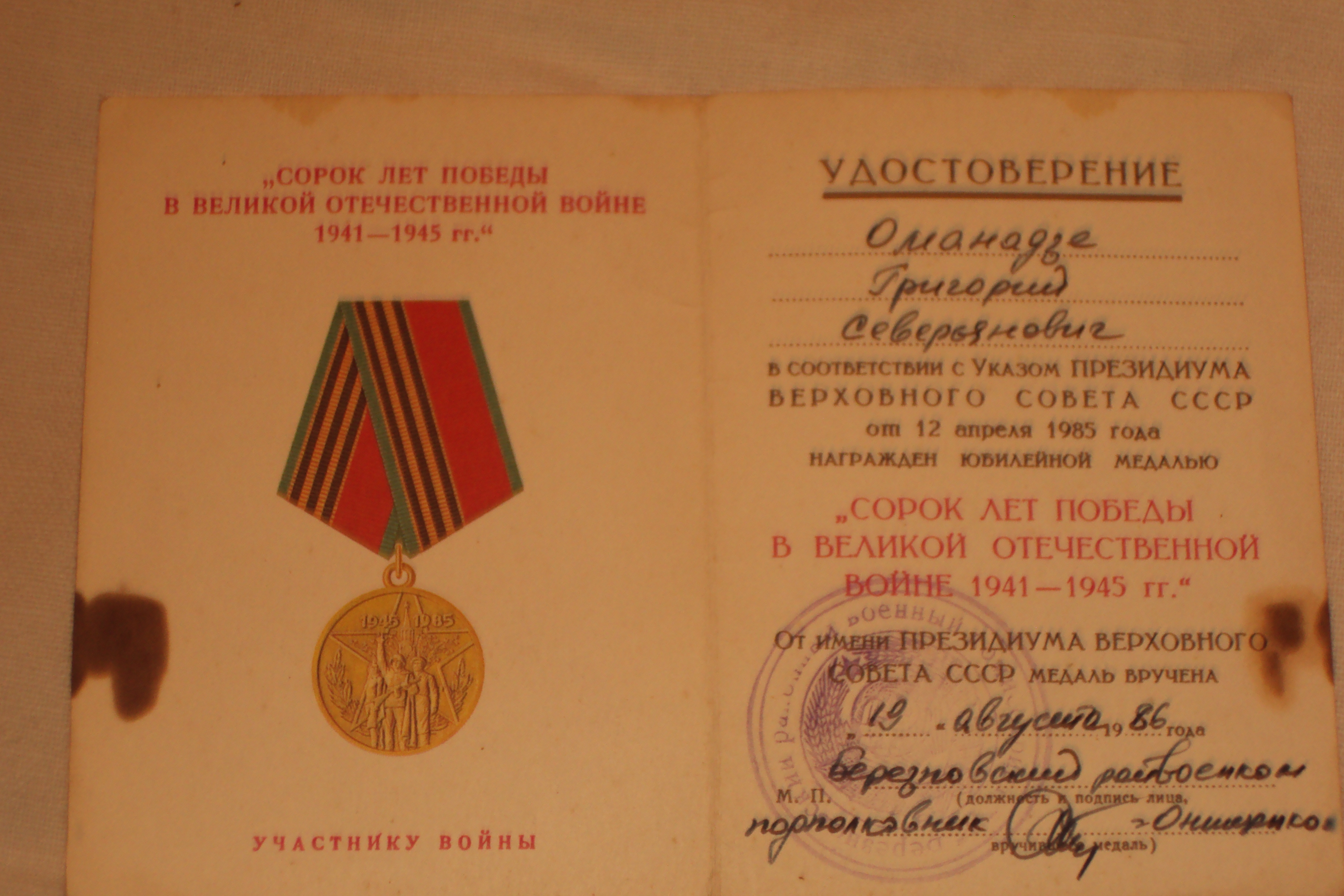

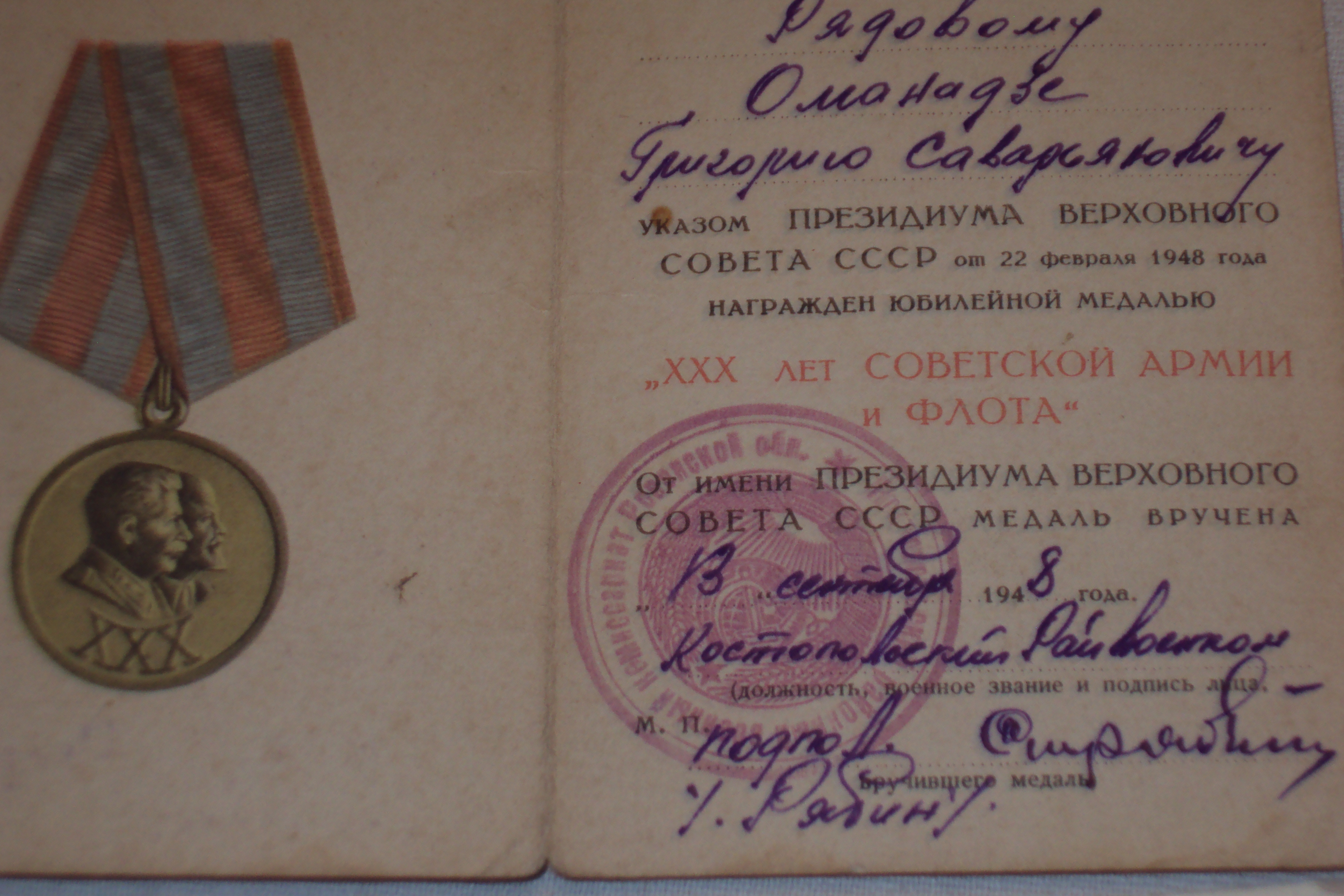
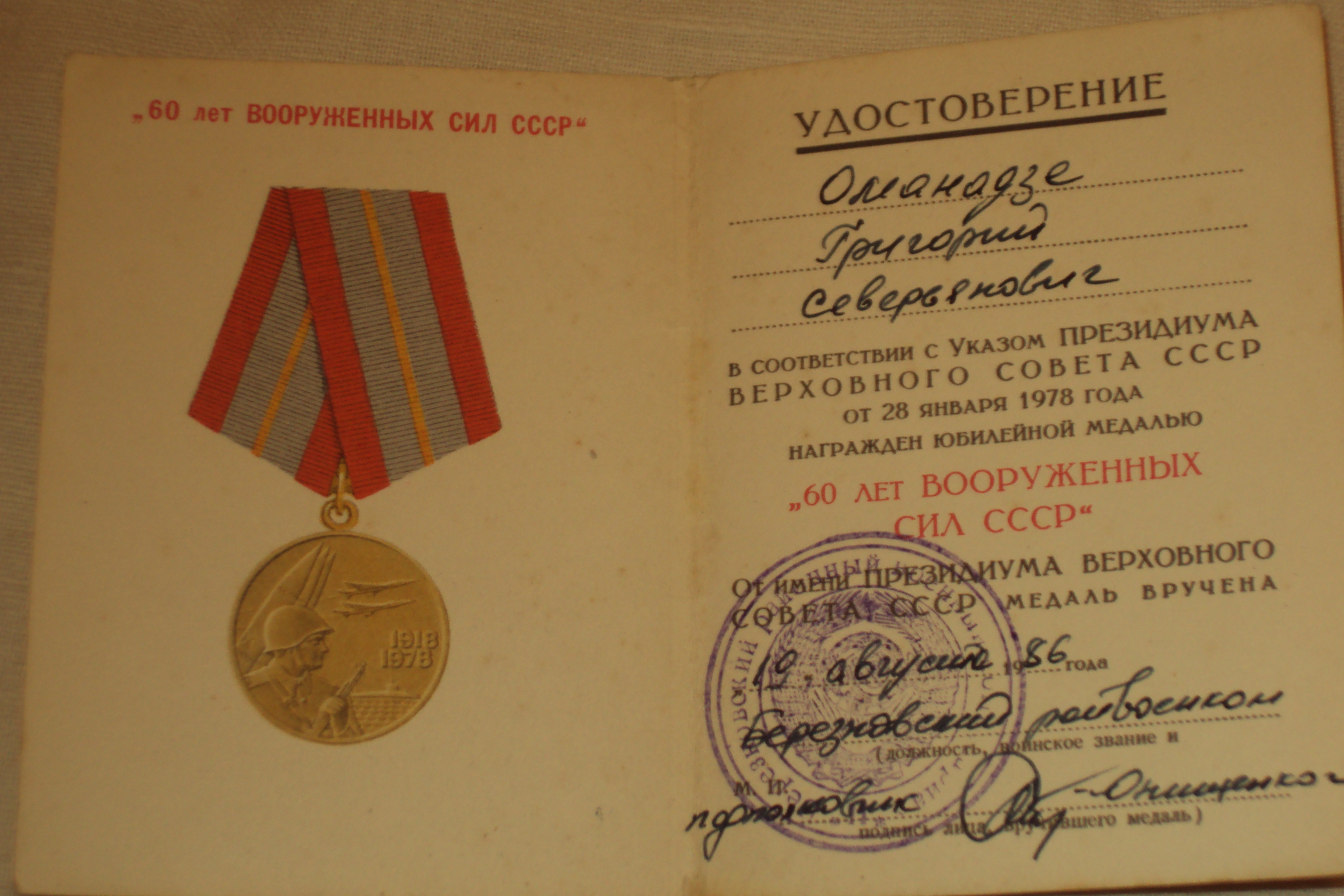
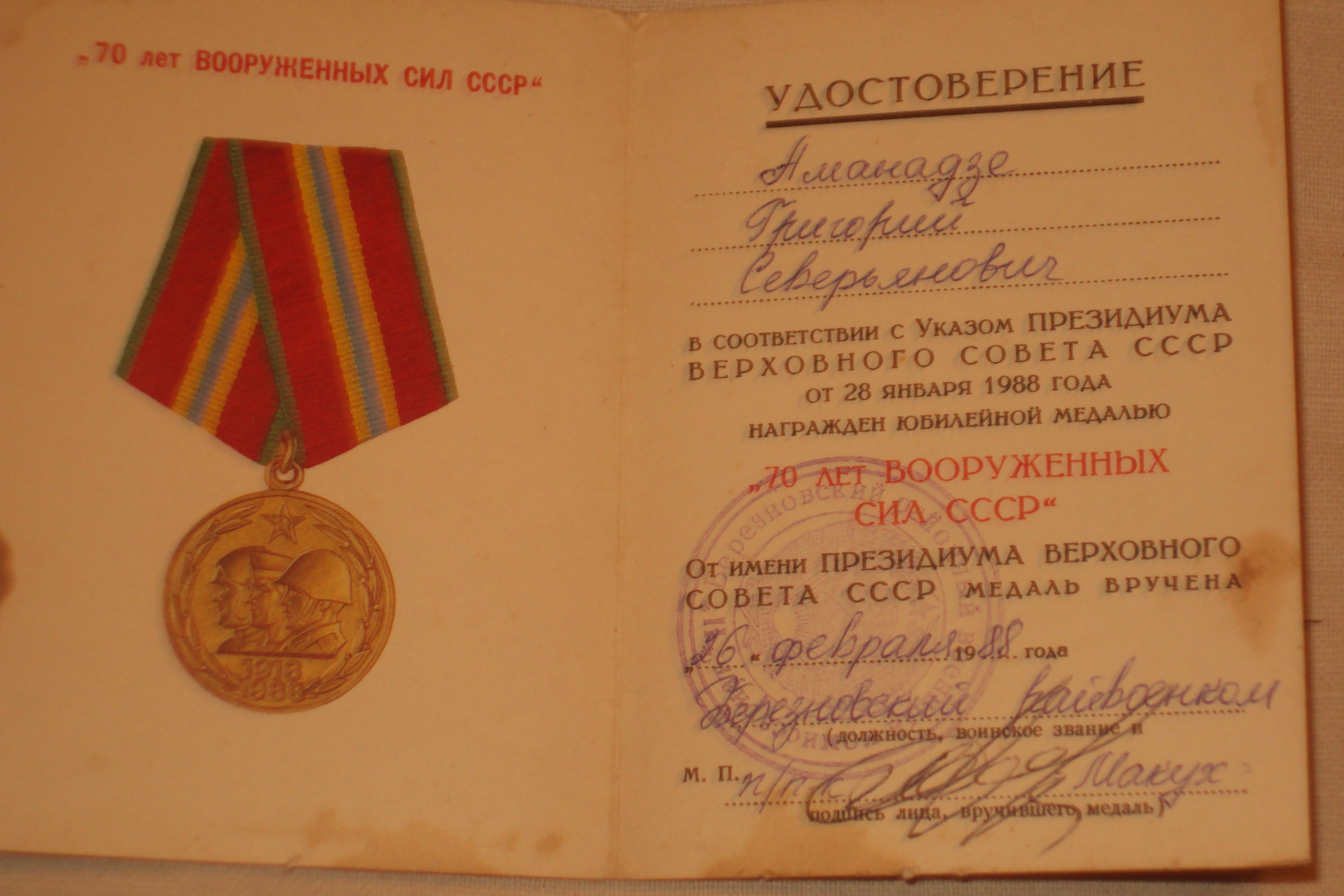
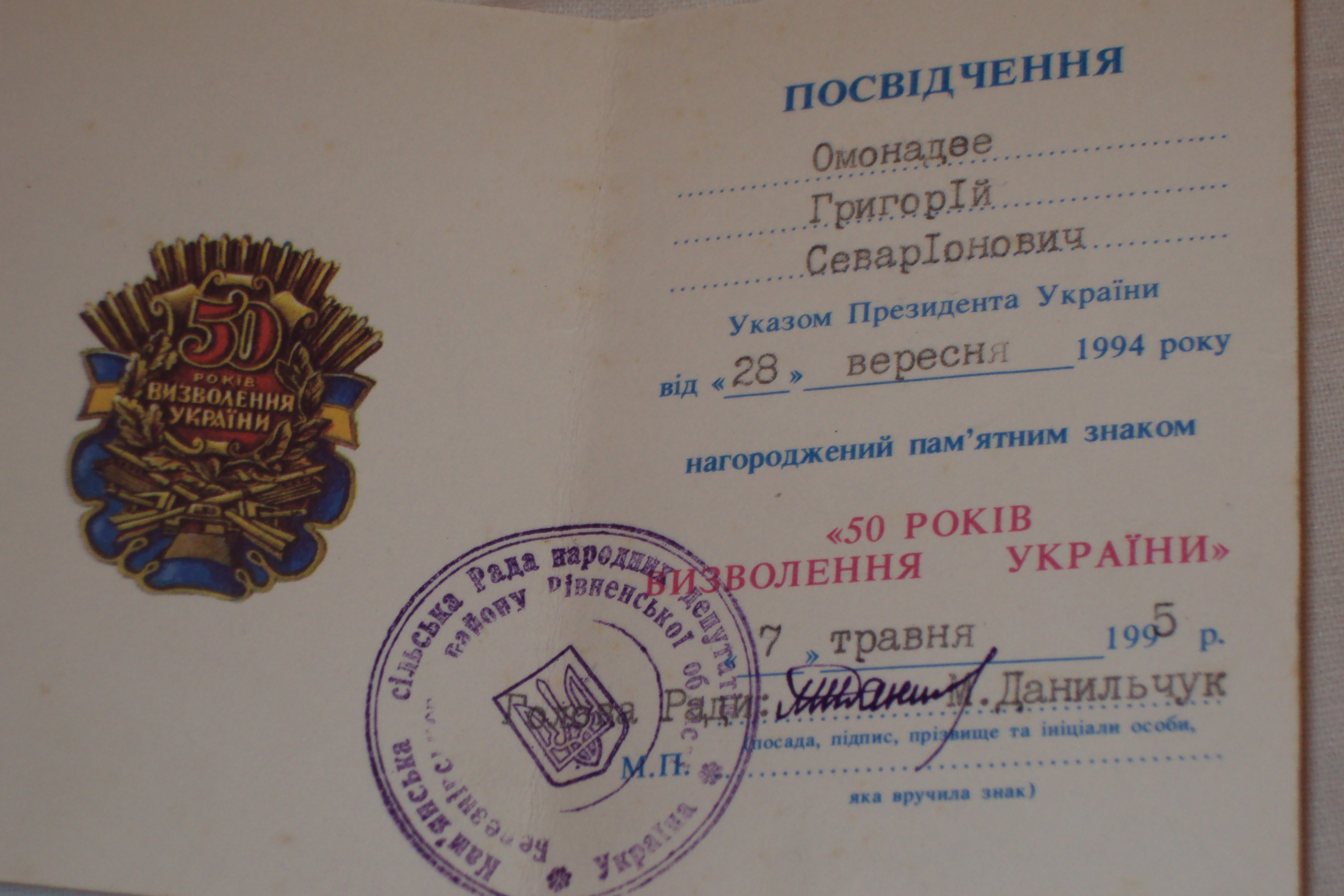
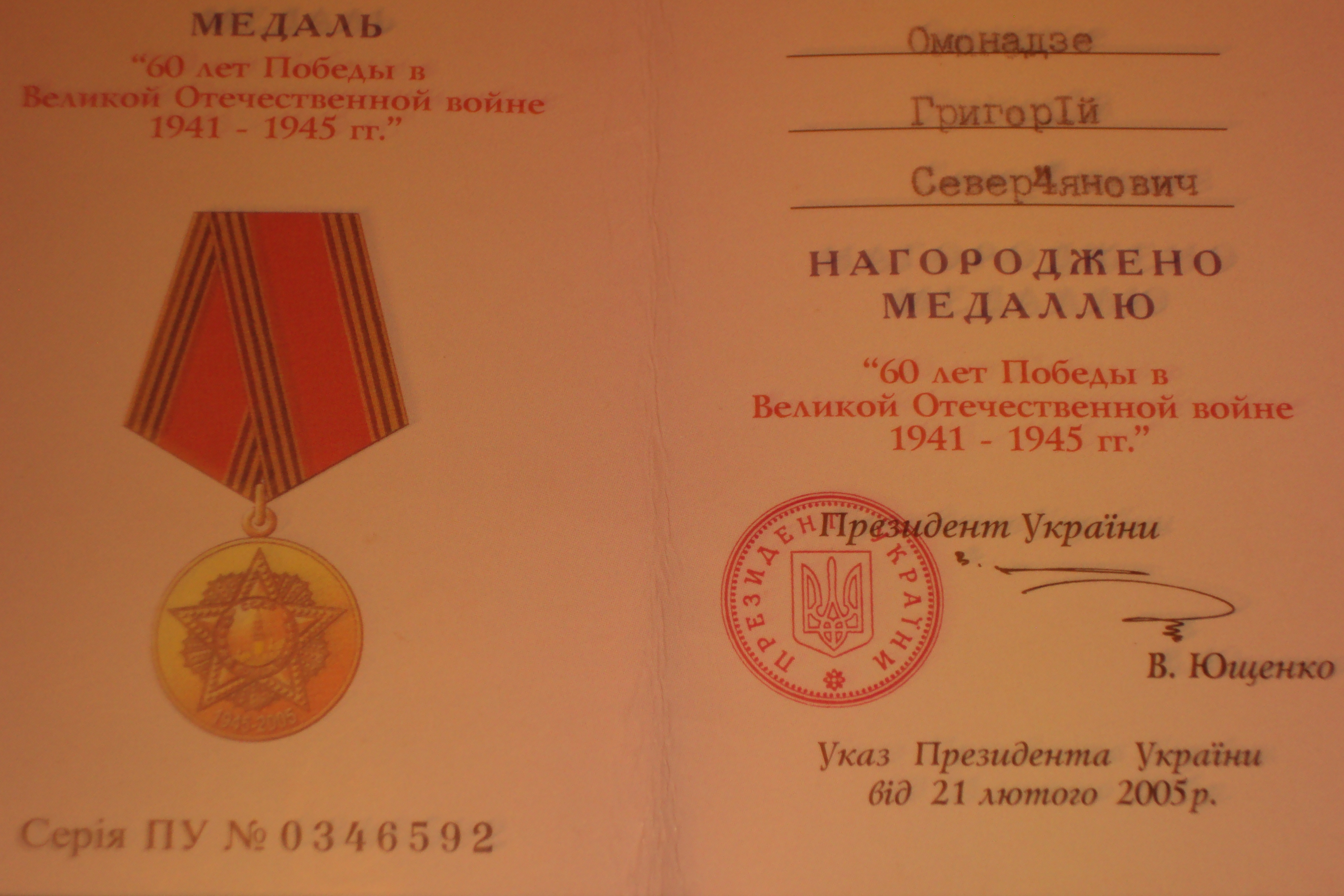
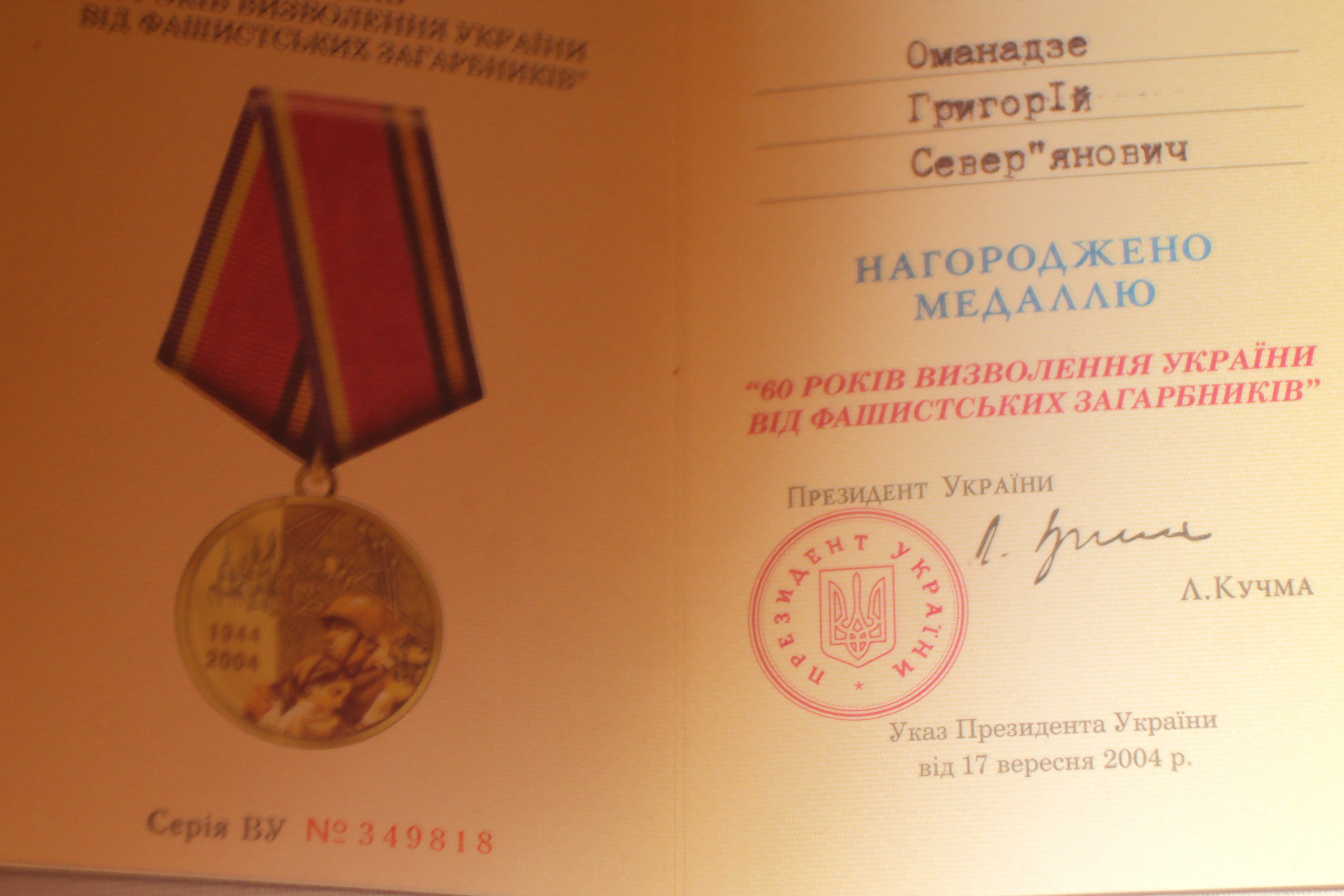
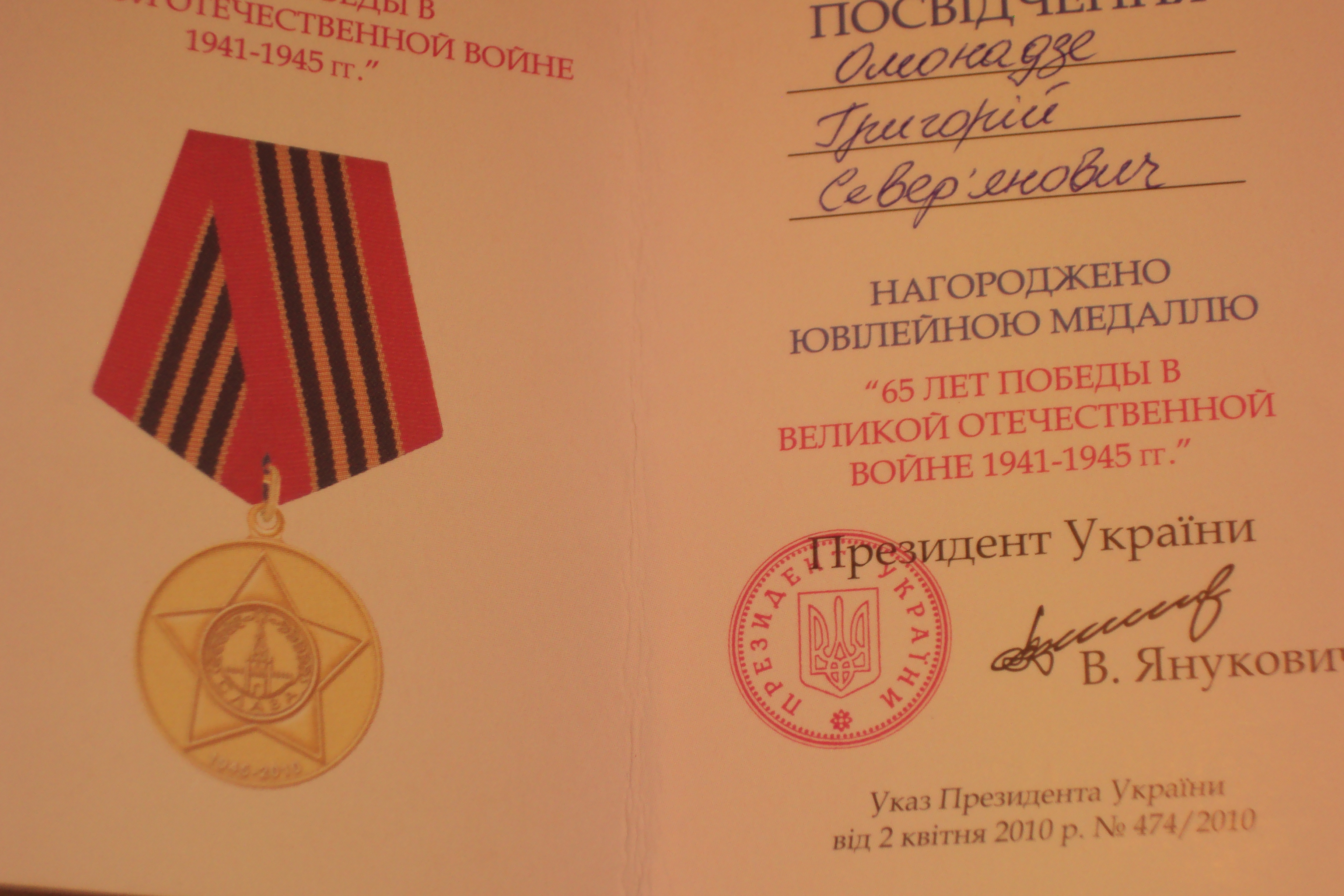
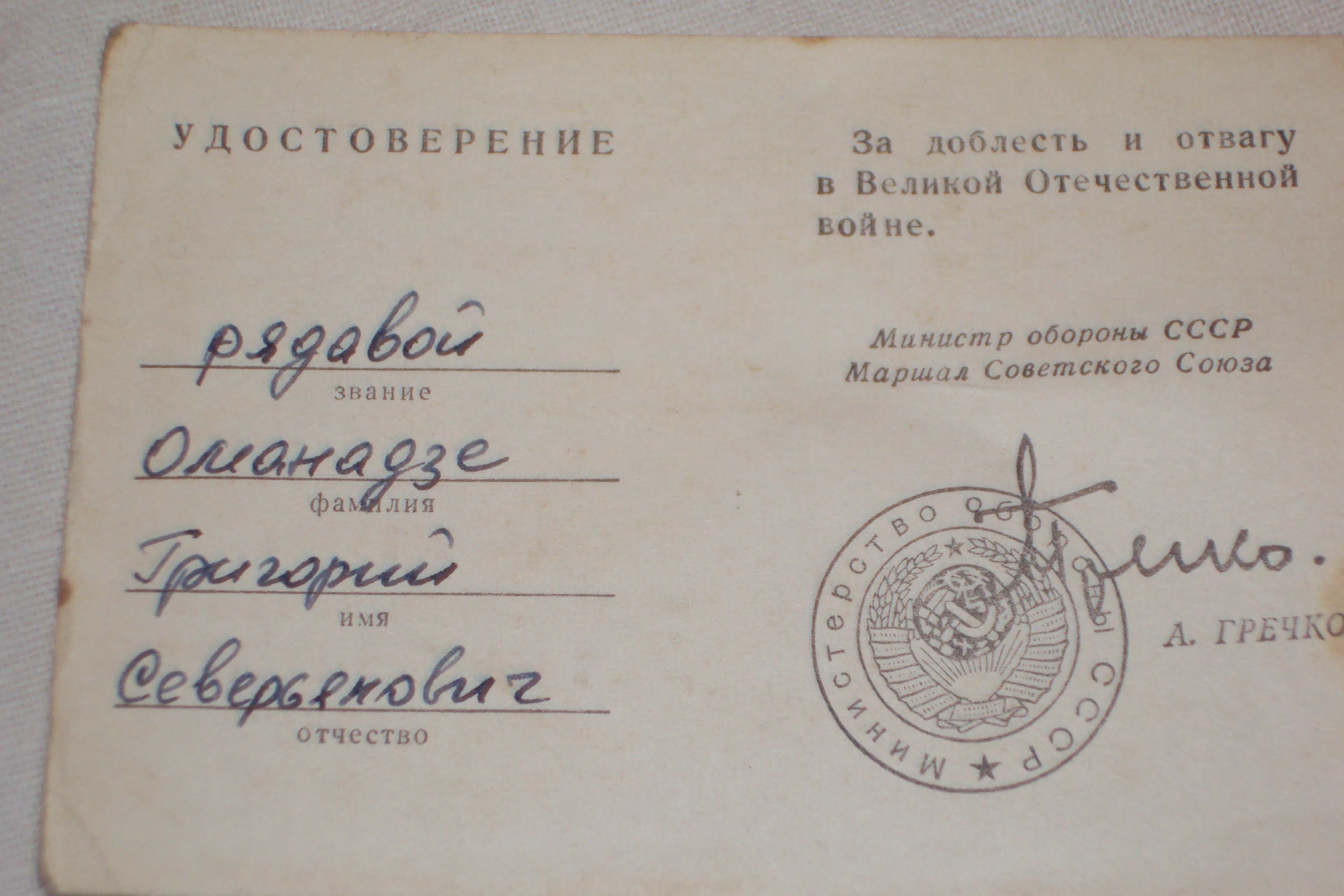

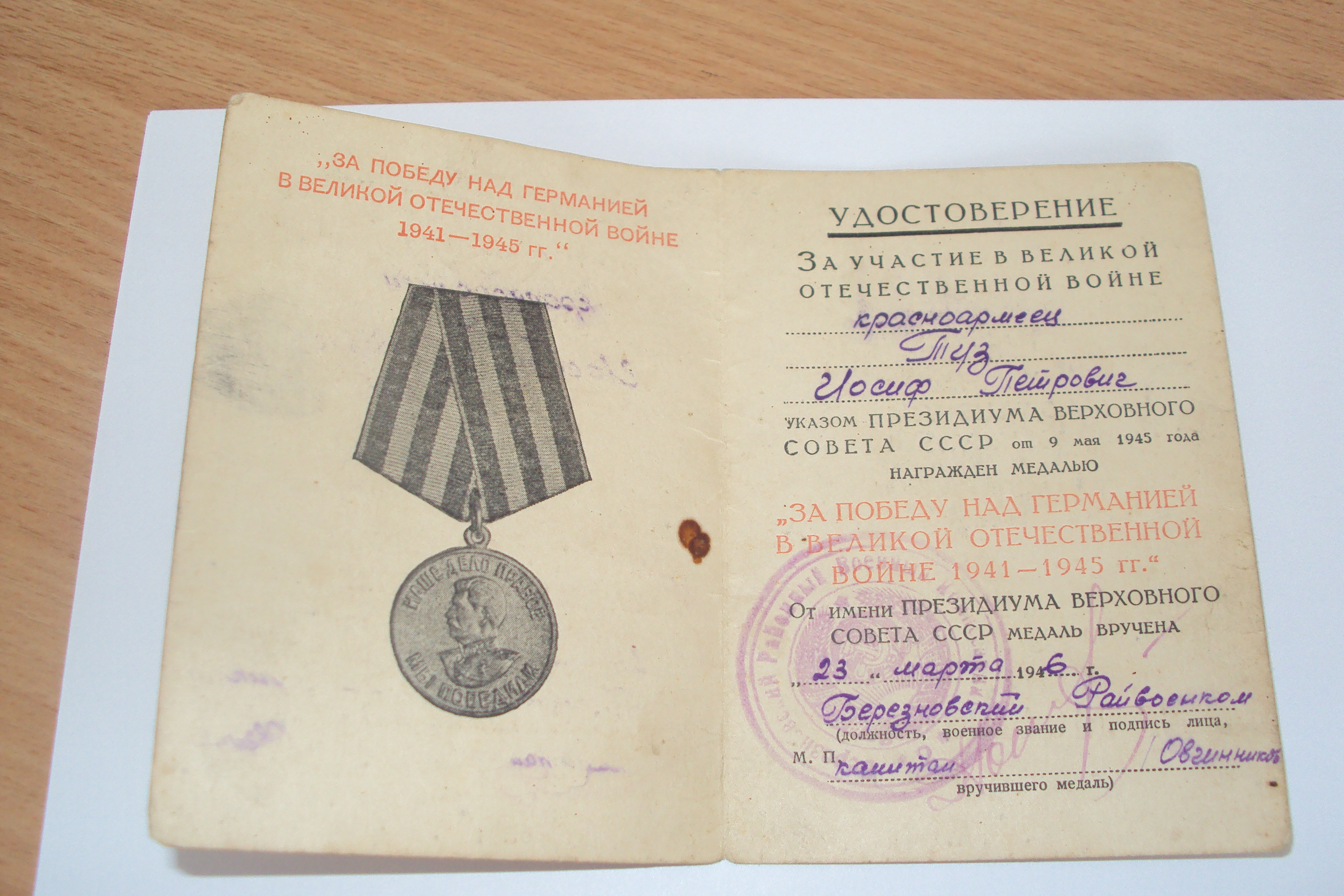
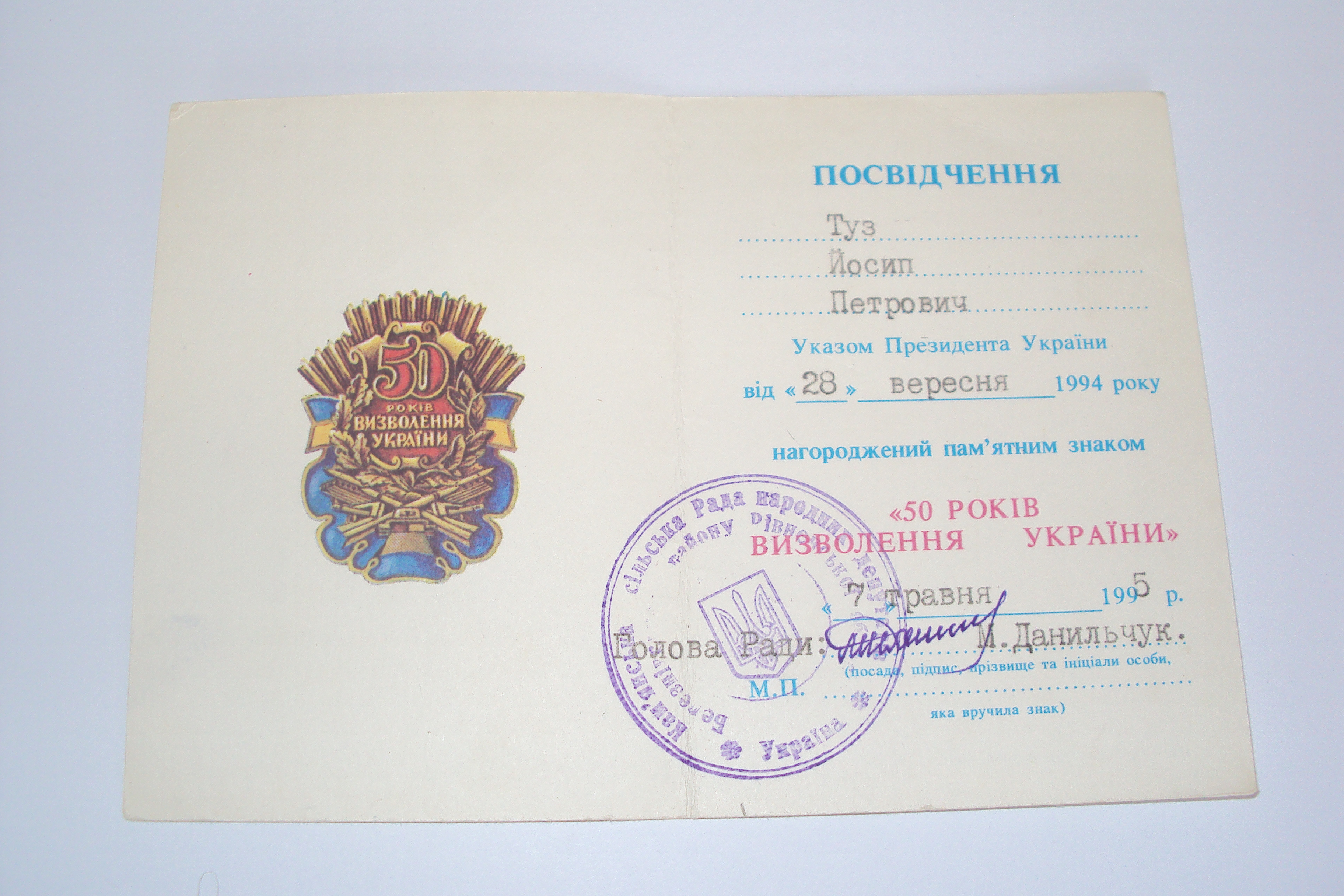
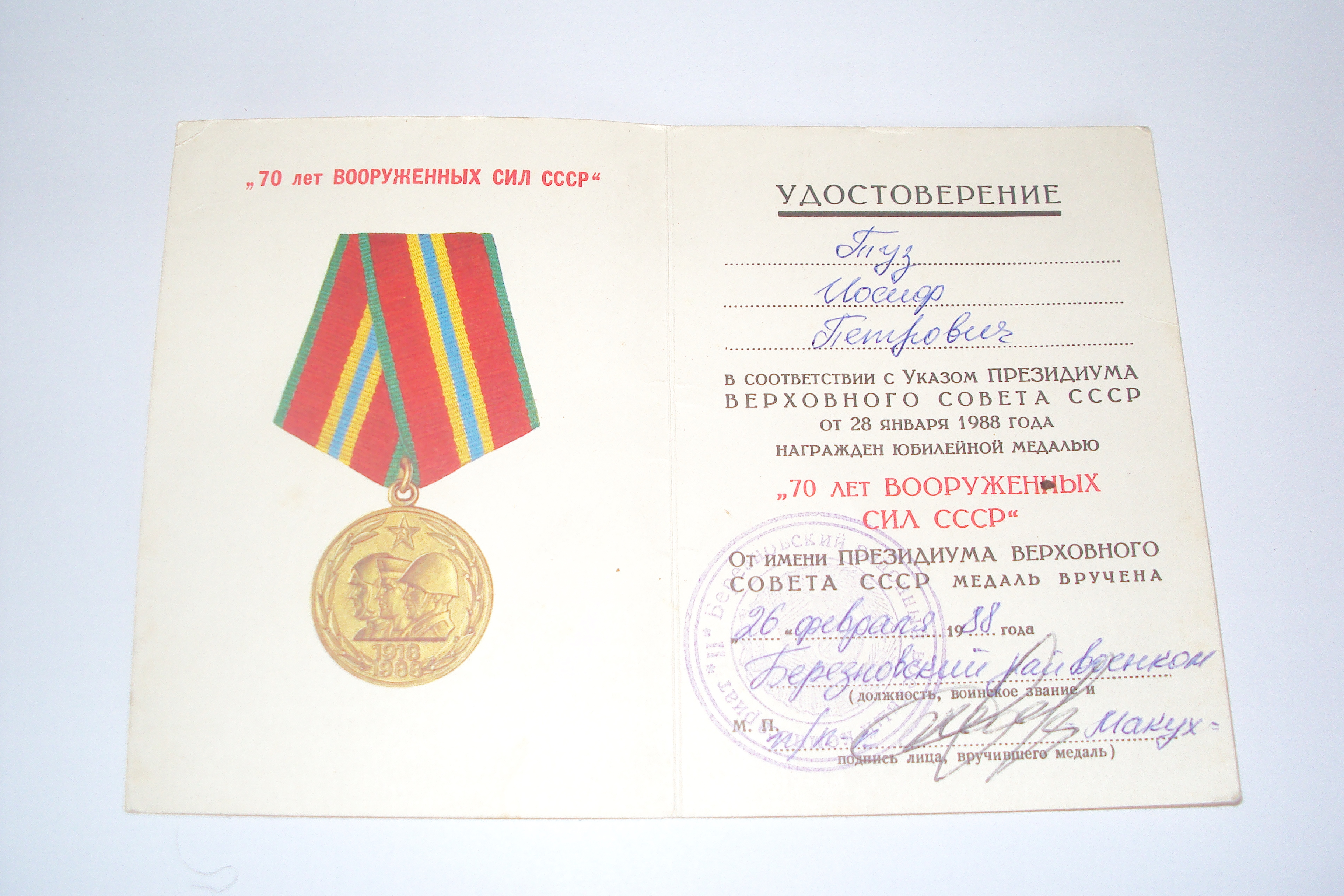

Туз Йосип Петрович народився 14 січня 1920 року в Грубешові Люблінського повіту у Польщі. У 1944 році був мобілізований на третій Білоруський фронт. Служив кулеметником, був поранений в бою. У 1947 році повернувся в рідне село. Помер 26 березня 2015 року.
Нагороджений:Медаль «За перемогу над Німеччиною у ВВВ 1941—1945 рр.», «Медаль Жукова», Медаль «60 років Збройних Сил СРСР», Медаль «20 років перемоги у ВВВ 1941—1945», "Медаль «30 років перемоги у ВВВ 1941—1945», Медаль «40 років перемоги у ВВВ 1941—1945 рр.», Пам'ятний знак «50 років визволення України»